# Emil Lode
Emil Lode (* 2. August 1906 in Haida, Österreich-Ungarn; † 19. April 1986 in Waldkraiburg) war ein deutscher Unternehmer und Mitgründer der Stadt Waldkraiburg. 

## Leben und Wirken
Nach der Schulausbildung und Lehre gründete er 1932 in Böhmisch Leipa in der Tschechoslowakei eine Spedition, deren Sitz er nach der Bildung des Reichsgaus Sudetenland und der Zerschlagung der Tschechoslowakei 1939 nach Prag verlegte. 
Er war Mitglied der SdP und trat dann zum 1. November 1938 der NSDAP bei (Mitgliedsnummer 6.558.941).
Nach Kriegsende 1945 wurde er inhaftiert, ihm gelang die Flucht nach Bayern. Im März 1946 besuchte er das in einem Waldgebiet bei Kraiburg gelegene Werksgelände des früheren Rüstungsunternehmens Deutsche Sprengchemie GmbH (DSC), das den Namen Werk Kraiburg trug. Im darauffolgenden Monat April 1946 legte er eine Denkschrift über die Zukunft dieses früheren Werksareals vor und wurde somit zu einem der Gründer der späteren Stadt Waldkraiburg. 1947 gründete er mit sieben anderen Unternehmern die „Arbeitsgemeinschaft der Industrien im Werk Kraiburg“, aus der später die „Industriegemeinschaft Werk Kraiburg/Inn“ hervorging.
Im November 1947 lud er gemeinsam mit Walter Brand sieben ehemalige sudetendeutsche politische Aktivisten und frühere SdP-Mitglieder nach Waldkraiburg ein. Sie gründeten die Vorläuferorganisation des Witikobundes, um Vertreter der völkischen Sudetendeutschen zusammenzuführen. 1950 trat Lode in den neugegründeten Witikobund ein.
Er gehörte 1953 zu den Mitbegründern der Ortsgruppe Waldkraiburg der Sudetendeutschen Landsmannschaft.
1959 gründete Lode seine Speditionsfirma wieder, nachdem er zuvor in Waldkraiburg eine Knopffabrik aufgebaut und betrieben hatte. Für die Spedition Lohse wurde 1977 ein neues Betriebsgebäude eingeweiht.

## Ehrungen
1971 erhielt er das Bundesverdienstkreuz verliehen. Außerdem erhielt er den Bayerischen Verdienstorden. In Waldkraiburg wurde eine Straße nach ihm benannt.